# Anoz (Ollo)
Anoz (Anotz en euskera y oficialmente) es un concejo y localidad española del municipio de Ollo, perteneciente a la Comunidad Foral de Navarra.

## Toponimia
El nombre del lugar puede aparecer escrito con las grafías «Anoz», «Anotz» y «Añoz».

## Historia
Hacia mediados del siglo XIX, el lugar, ya por entonces perteneciente a Ollo, tenía contabilizada una población de 84 habitantes. Aparece descrito en el segundo volumen del Diccionario geográfico-estadístico-histórico de España y sus posesiones de Ultramar de Pascual Madoz con las siguientes palabras:

ANOZ (tambien se escribe AÑOZ): l. del valle y ayunt. de Ollo, en la prov., aud. terr. y c. g. de Navarra, merind., part. jud. y dióc. de Pamplona (3 leg.), arciprestazgo de la Cuenca; sit. á la márg. izq. del r. Arga en terreno pendiente, donde le combaten principalmente los vientos del N. y O., y goza de clima templado y saludable, siendo las enfermedades comunes algunas calenturas tercianarias y catarrales. Tiene 15 casas de mediana fáb., escuela de primeras letras, á la cual concurren 12 niños de este pueblo, y los del de Lete, cuyo maestro se halla dotado con cierta cantidad de trigo; y una igl. parr. bajo la advocacion de San Blas, servida por un cura párroco; el curato, de la clase de vicarias, es perpétuo, y se provee por el diocesano mediante oposicion en concurso general. Dentro de la pobl. hay una fuente, cuyas aguas aunque blandas é insípidas, aprovechan los vec. para surtido de sus casas, por hallarse á mayor dist. otras bastante esquisitas que brotan en diversos puntos. Confina el térm. por N. con el de Atondo (1/2 hora), por E. con el de la granja de Yarte (1/4), por S. con el de Beasoain (1/2), y por O. con el de Ilzarbe (igual dist.). Le atraviesa el mencionado r. Arga, sobre el cual hay un puente en las inmediaciones del pueblo, donde se le reune un riach. llamado Ollarra, que naciendo al pie de los montes divisorios de este valle y del de Goñí, corre rápidamente por el centro del primero: sus aguas dan impulso á un molino harinero de dos muelas y prod. truchas de escelente calidad; en la confluencia de ambos r. se encuentra un sitio muy á propósito para construir una fáb. de papel por ser muy abundante y cristalina el agua y convidar á ello la disposicion del terreno: este, aunque quebrado, arenisco y cubierto de arcilla, es bastante fértil; abraza 400 robadas, de las cuales únicamente hay 100 destinadas á cultivo, reputándose 25 de primera clase, igual número de segunda y 50 de tercera; las demas tierras son eriales y baldias, y solamente se aprovechan para pastos de toda clase de ganados y leña para combustible, contándose en este número de montes poblados de robles y encinas que se hallan al N. y S. del térm. Los caminos son de herradura, bastante penosos y se dirigen á Pamplona y á los valles de Goñí y Araquil. La correspondencia se recibe de Erice. Prod.: trigo, cebada, avena, maiz, jiron, garbanzos, alhorbas, nabos, patatas, hortaliza y frutas; cria ganado de cerda, lanar y cabrio y el vacuno necesario para las labores del campo, las cuales ejecutan los hab. con azadas y layas, ademas del arado, beneficiando las tierras con estiércol: ind.: ademas del molino harinero, de que se ha hecho mérito, hay varios hornos de yeso, cuyos prod. venden los hab. á subido precio por la buena calidad de dicho art. pobl.: 15 vec.; 84 alm.: contr. con su ayunt. y valle. En la antigüedad hubo en esta pobl. un monast. de monjas benedictinas, de cuyas rentas y demas que le pertenecian hizo donacion el rey D. Garcia VI de Navarra á la cated. de Pamplona el 19 de abril de 1047.
(Madoz, 1845, p. 323)

En 2023, la entidad singular de población tenía empadronados 36 habitantes y el núcleo de población, 33.

## Patrimonio

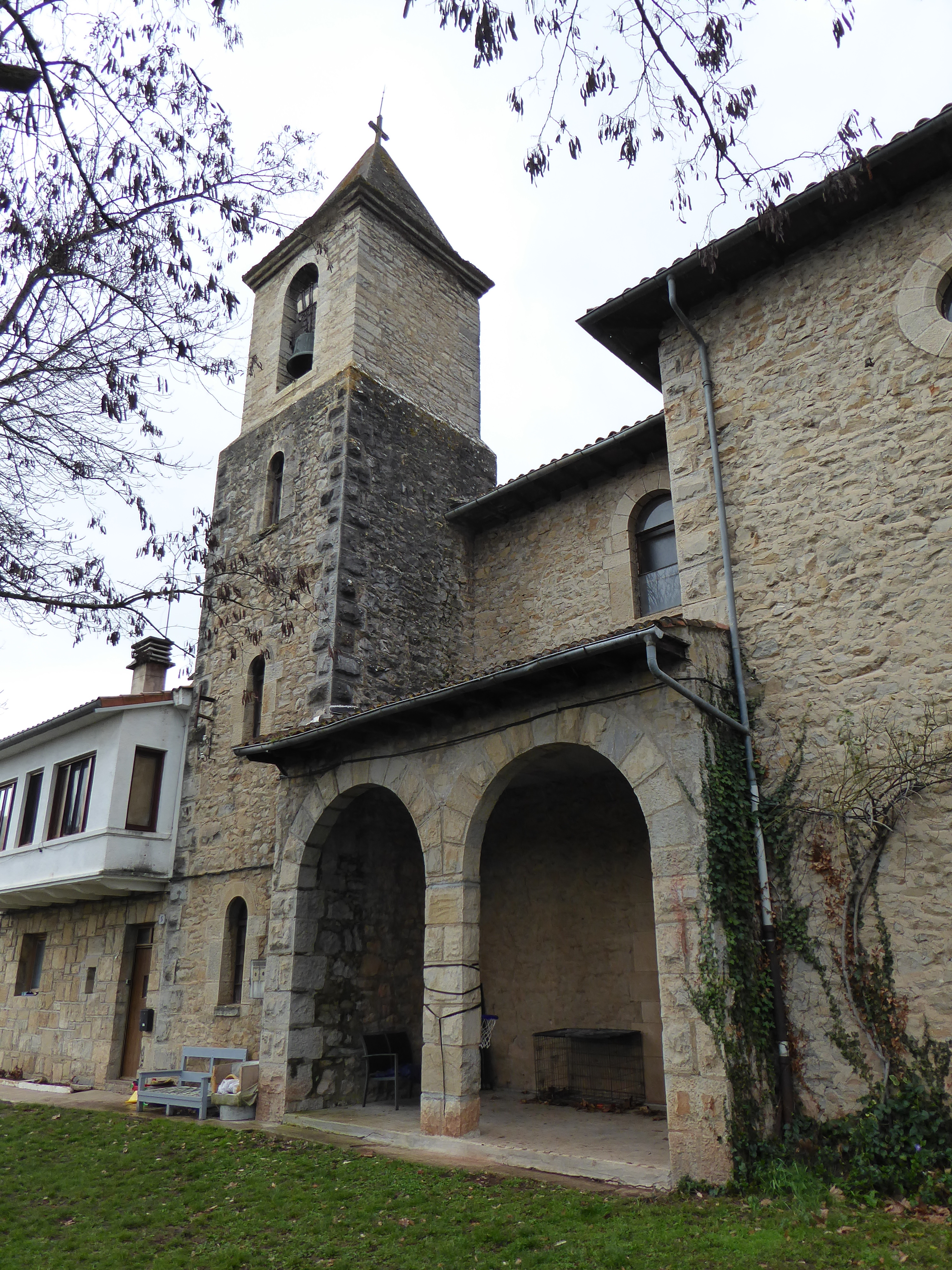
La iglesia de San Blas

Hay en la localidad una iglesia de San Blas.